# 禾叶毛兰
禾叶毛兰（学名：Eria graminifolia）为兰科毛兰属下的一个种。

## 扩展阅读
- 維基物種上的相關：禾叶毛兰